# Madeirasauce
Madeirasauce er en kraftig brun skysovs (brun sovs) med madeira, som kan serveres til kalve- og oksekød og til svinekoteletter.
| Mad og drikke | Spire Denne artikel om mad og drikke er en spire som bør udbygges. Du er velkommen til at hjælpe Wikipedia ved at udvide den. |